# Juan de Jongh
Juan Leon de Jongh (Paarl, 15 de abril de 1988) é um jogador de rugby sul-africano, medalhista olímpico

## Carreira
Juan de Jongh integrou o elenco da Seleção Sul-Africana de Rugbi de Sevens, na Rio 2016, conquistando a medalha de bronze.